# FSV Glückauf Brieske-Senftenberg
Maillots
Le FSV "Glückauf" Brieske-Senftenberg est un club allemand de football localisé dans la commune de Brieske de la ville de Senftenberg, dans le Brandebourg.

## Histoire (football)

### 1919 à 1945
Le 19 janvier 1919 fut créé le FV Grube Marga. En 1924, le cercle fut renommé SV Sturm Grube Marga. De 1941 à 1943, le club joua dans la Gauliga Berlin-Brandenburg.
En 1945, ce club, comme tous les clubs allemands, fut dissous par les Alliés (voir Directive n°23). Le cercle fut reconstitué en 1946 sous la dénomination Sportgemeinschaft Brieske-Grube Marga ou SG Brieske-Grube Marga.

### Époque de la RDA

#### BSG Aktivist Brieske-Ost
En 1948, la SG Brieske-Grube Marga participa au tour final du Championnat du Brandebourg. En 1949, la SG Brieske-Grube Marga fut renommée BSG Franz Mehring Marga et termina vice-champion du Brandebourg. Cela permit au club d’être retenu pour être un des fondateurs de la DDR-Oberliga, la plus haute division de la RDA.
En 1950, à la suite de la création des "Sportvereinigung", le cercle devint le BSG Aktivist Brieske-Ost. 
Le novembre 1953 la reconstruction du stade du "Glück-Auf-Stadion" fut terminée. L’enceinte du ce jour-là inaugurée avec une rencontre contre le Torpedo Moscou devant 35 000 spectateurs (défaite "0-5").
En octobre 1954, à la suite d'une nouvelle réforme effectuée par le pouvoir politique, la section football du BSG Aktivist Brieske-Ost fut détachée de son entité mère et reçut le nom de Sport-Club Aktivist Brieske-Senftenberg ou SC Aktivist Brieske-Senftenberg.
Le BSG Aktivist Brieske-Ost recomposa ensuite une autre équipe de football qui, en 1960, accéda à la Bezirksliga Cottbus.

#### SC Aktivist Brieske Senftenberg
Le SC Aktivist Brieske-Senftenberg évolua en DDR-Oberliga jusqu’au terme de la saison 1962-1963.
Après la saison 1954-1955, les dirigeants communistes est-allemands décidèrent que leurs compétitions de football suivraient le modèle soviétique. Un tour de transition (en Allemand: Übergangsrunde), sans montées et sans relégations, eut lieu à l’automne 1955. Ensuite, de 1956 à 1960, les championnats se déroulèrent du printemps à la fin de l’automne d’une même année civile.
En 1956, sous la conduite de l’entraîneur Martin Schwendler, le SC Aktivist Brieske-Senftenberg termina vice-champion derrière Wismut Karl-Marx-Stadt. Le club recula ensuite dans le classement avec tout de même encore une 3e place en 1958. 
Sauvé de justesse en 1962, le cercle termina dernier en 1963.
Les dirigeants politiques décidèrent alors que toute l’équipe "Premières" du SC Aktivist Brieske-Senftenberg passerait au SC Cottbus tandis que l’équipe "Réserves" rejoindrait alors le BSG Aktivist Brieske-Ost, qui prit le nom de BSG Aktivist Brieske-Senftenberg.
Le SC Aktivist Brieske-Senftenberg eut aussi des sections consacrées à l’Athlétisme, à la Boxe et à la Gymnastique.

#### BSG Aktivist Brieske-Senftenberg

Ancien logo du BSG Aktivist Brieske/Senftenberg

En 1965, le BSG Aktivist Brieske-Senftenberg fut relégué au terme de sa première saison en DDR-Liga.
Revenu en Bezirksliga Cottbus, il fut vice-champion en 1966 et 1967 puis conquit le titre en 1968. IL échoua dans le tour final pour la montée. Mais en 1971, une place de vice-champion lui permit de remonter en DDR-Liga car cette ligue passait de 2 à 5 séries la saison suivante. Versé dans le Groupe B, le cercle ne put éviter la relégation.
En 1972-1973, le BSG Aktivist Brieske-Senftenberg fut champion en Bezirksliga et remonta. La saison suivante, au 2e niveau, il termina vice-champion dans le DDR-Liga, Groupe D, derrière le BSG Chemie Böhlen. Mais en 1975, il redescendit.
En 1976, le cercle obtint un nouveau sacre en Bezirksliga Cottbus. Une satisfaction doublée par la montée de l’équipe Réserves vers cette même ligue. Le BSG Aktivist Brieske-Senftenberg assura son maintien en DDR-Liga jusqu’à la fin de la saison 1979-1980.
Il remonta directement en s’adjugeant le titre de Bezirksliga dès 1981. Il évolua alors pendant cinq saisons consécutives en Division 2, obtenant le droit de rester à ce niveau lors qu’il fut ramené de 5 à 2 séries à la fin du championnat 1982-1983. 
Relégué en 1986, il reprit le titre immédiatement et retourna en DDR-Liga. Il redescendit après deux championnats en 1989
Vice-champion de la Bezirksliga Cottbus, en 1990, le club put remonter vers la DDR-Liga' qui avait été rebaptisée NOFV-Liga.

### Depuis 1990
Après la réunification allemande, comme tous les clubs de la désormais ex-RDA, le club devint un organisme civil devant subvenir lui-même à ses besoins financiers. Le 20 juillet 1990-1991, les membres votèrent le changement d’appellation de leur club qui devint le Fussball Sportverein "Glückauf" Brieske-Senftenberg ou FSV "Glückauf" Brieske-Senftenberg.
Classé 10e sur 16, de la NOFV-Liga, Groupe A, en fin de saison 1990-1991, le FSV "Glückauf" Brieske-Senftenberg fut reversé en Oberliga Nordost, soit le 3e niveau du football allemand réunifié.
Le club y presta trois saisons. En 1994, alors qu’était instaurées les Regionalligen, au 3e étage, le FSV "Glückauf" resta en Oberliga Nordost Süd (niveau 4).
En 1996, le club fut relégué en Verbandsliga Brandenburg. En fin d’exercice 2002-2003 en football, il fut relégué en Landesliga Brandenburg - Süd, à l’époque 6e niveau de la pyramide du football allemand.
Vice-champion en 2004, le FSV Glückauf dut patienter jusqu’en 2009 pour remporter le titre et remonter vers la Verbandsliga qui avait entre-temps prit le nom de Brandenburg-Liga. Pour rappel, en 2008, à la suite de la création de la 3. Liga, toutes les ligues inférieures reculèrent d’un rang.
En 2010-2011, le FSV Glückauf Brieske-Senftenberg tente d’assurer son maintien en Brandenburg-Liga, soit au 6e niveau de la DFB.

## Palmarès

### BSG Aktivist Brieske-Ost
- Champion de la Bezirksliga Cottbus: 1964.
- Champion de la Bezirksliga Cottbus, Groupe B: 1964.

### SC Aktivist Brieske-Senftenberg
- Vice-champion d’Allemagne de l’Est: 1956.

### BSG Aktivist Brieske-Senftenberg
- Champion de la Bezirksliga Cottbus: 1968, 1973, 1976, 1981, 1987,
- Vice-champion de la Bezirksliga Cottbus: 1966, 1967, 1971, 1990.
- Vice-champion de la DDR-Liga, Groupe D: 1974

### FSV Glückauf Brieske/Senftenberg
- Champion de la Landesliga Brandenburg-Süd: 2009

## Localisation

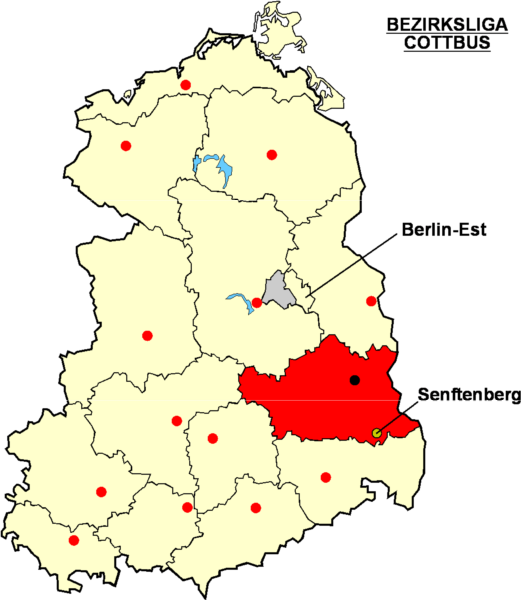
Localisation de Senftenberg dans la "Bezirksliga Cottbus"